# ATP Challenger Telde
Das ATP Challenger Telde (offiziell: Challenger Isla de Gran Canaria) war ein Tennisturnier, das 2006 und 2008 in Telde auf Gran Canaria stattfand. 2007 fand das Turnier einmalig in Maspalomas statt. Es gehörte zur ATP Challenger Tour und wurde im Freien auf Sand gespielt. Marc López ist mit je einem Titel im Einzel und Doppel Rekordsieger des Turniers.

## Liste der Sieger

### Einzel
| Austragungsort | Jahr | Sieger               | Finalgegner      | Ergebnis       |
| -------------- | ---- | -------------------- | ---------------- | -------------- |
| Telde          | 2008 | Teimuras Gabaschwili | Pablo Andújar    | 6:4, 4:6, 6:1  |
| Maspalomas     | 2007 | Peter Luczak         | Santiago Ventura | 6:76, 6:3, 7:5 |
| Telde          | 2006 | Marc López           | Benedikt Dorsch  | 6:0, 6:1       |

### Doppel
| Austragungsort | Jahr | Sieger                                       | Finalgegner                                          | Ergebnis         |
| -------------- | ---- | -------------------------------------------- | ---------------------------------------------------- | ---------------- |
| Telde          | 2008 | Daniel Gimeno Traver Daniel Muñoz de la Nava | Miguel Ángel López Jaén José Antonio Sánchez de Luna | 6:3, 6:1         |
| Maspalomas     | 2007 | Marcel Granollers Marc López                 | Leonardo Azzaro Rainer Eitzinger                     | 3:6, 6:1, [10:3] |
| Telde          | 2006 | Adam Chadaj Michael Ryderstedt               | David Marrero Daniel Muñoz de la Nava                | 5:7, 6:3, [10:7] |